# Tāzeh Yāb
Tāzeh Yāb (persiska: تازه یاب, Tāzeh Yāb-e Garkaz) är en ort i Iran.   Den ligger i provinsen Nordkhorasan, i den norra delen av landet, 500 km nordost om huvudstaden Teheran. Tāzeh Yāb ligger 407 meter över havet och antalet invånare är 827.
Terrängen runt Tāzeh Yāb är varierad. Runt Tāzeh Yāb är det ganska glesbefolkat, med 27 invånare per kvadratkilometer. Tāzeh Yāb är det största samhället i trakten. Omgivningarna runt Tāzeh Yāb är i huvudsak ett öppet busklandskap.